# Franz Egon von Fürstenberg-Stammheim

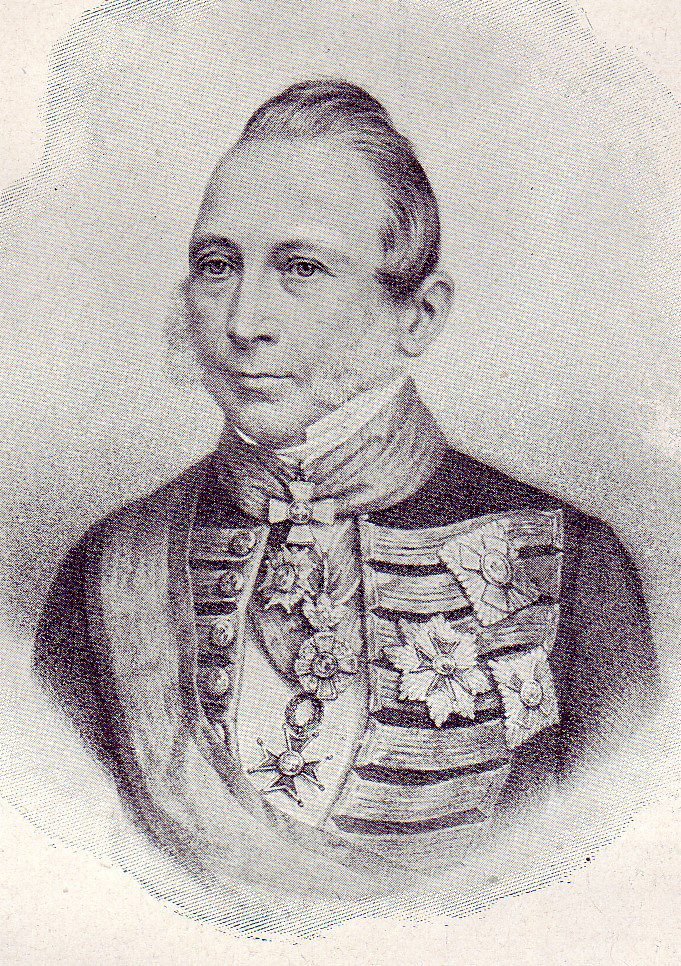
Franz Egon von Fürstenberg-Stammheim (1854)

Franz Egon Graf von Fürstenberg-Stammheim (* 24. März 1797 auf Schloss Herdringen; † 20. Dezember 1859 in Köln) war Großgrundbesitzer, Mäzen und Politiker.

## Familie und Herkunft
Franz Egon Freiherr von Fürstenberg-Stammheim wurde als einziger Sohn neben zwei Schwestern von Freiherr Theodor von Fürstenberg (1772–1828) und dessen Ehefrau Freiin Sophie von Dalwigk zu Lichtenfels in Herdringen geboren. Über seine Ausbildung ist nur wenig bekannt. Vermutlich hat er wie ein Verwandter Hausunterricht durch einen vor der französischen Revolution geflohenen Geistlichen erhalten.
Er heiratete am 4. Oktober 1829 Paula Freiin von Romberg (1805–1891) von Schloss Brünninghausen bei Dortmund. Mit seiner Frau hatte er sechs Kinder:
- Sophie (* 13. November 1833; † 2. Dezember 1868) ⚭ 1861 Franz Joseph Freiherr Geyr von Schweppenburg (* 18. September 1832; † 10. August 1907)[1]
- Karoline (* 7. März 1835; † 17. September 1895), Oberin im Kloster der Ewigen Anbetung in Bonn, ab 1890 bis zu ihrem Tod Oberin in dem von ihr gegründeten Benediktinerinnenkloster in Köln-Raderberg.
- Gisbert Egon (* 20. März 1836; † 28. März 1908) ⚭ Eugenie Eleonore Gräfin von Auersperg (* 15. Oktober 1839; † 3. August 1925)[2]
- Isabella (* 2. März 1842; † 16. Juli 1868) ⚭ 1863 Friedrich Jakob Freiherr Heereman von Zuydtwyck (* 20. März 1835)[3]
- Karl Egon (1844–1858)
- Klemens Egon (* 21. März 1846; † 3. November 1926) ⚭ 1867 (Münster St. Lamberti) Magarethe von Lilien (* 27. Juni 1842)[4]

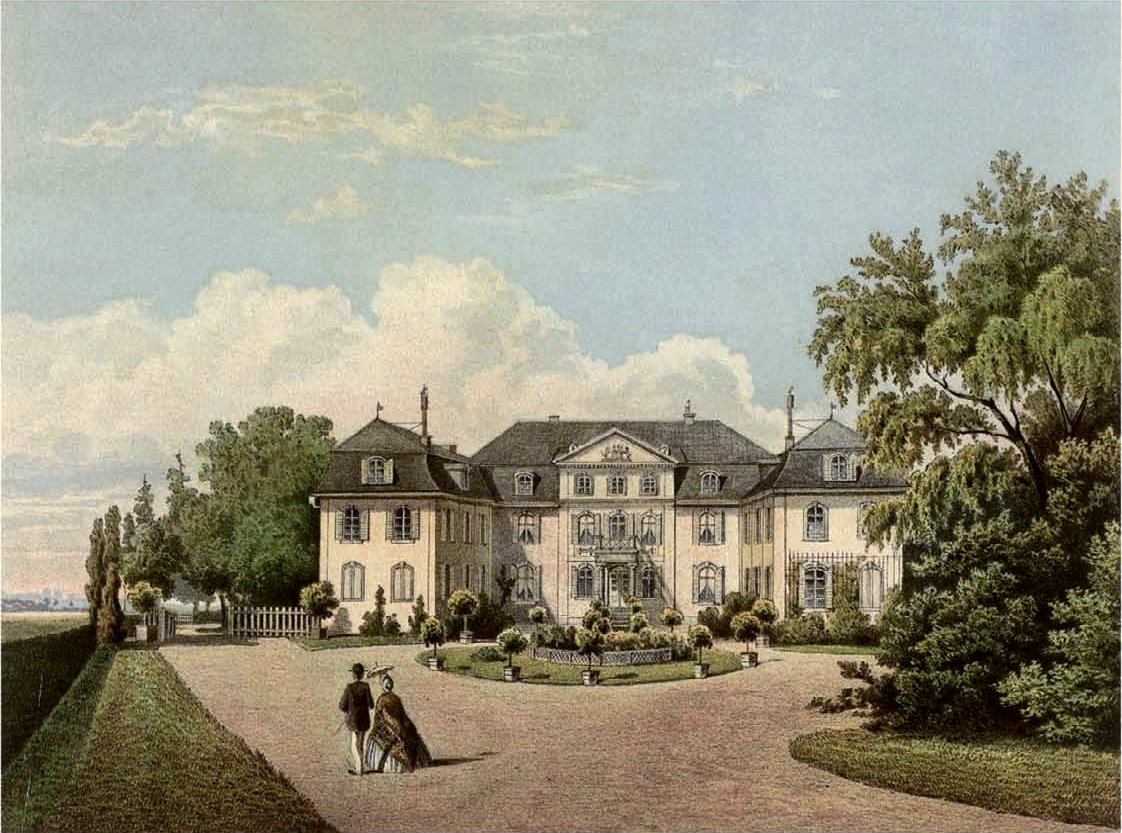
Schloss Stammheim, 1860

Die Familie lebte in Köln, wo sie das „Haus zu den Biesen“ besaß, sowie auf Schloss Stammheim. Dieses wurde zu Lebzeiten von Fürstenberg ein Zentrum des zeitgenössischen Kunst- und Kulturlebens.
Franz-Egon von Fürstenberg gehörte zu den größten Grundbesitzern im Rheinland und in Westfalen. Er besaß Güter bei Bielefeld, Köln, Jülich, Kempen, Solingen und andernorts mit zusammen über 11.000 Morgen Land. Im Jahre 1832 erwarb er Schloss Reuschenberg in Bürrig vom Vorbesitzer Caspar Josef Carl von Mylius. Außerdem besaß er Anteile an Kohlebergwerken im entstehenden Ruhrgebiet und war beteiligt an ungarischen Kohlebergwerken bei Pécs. 1857 wurde er Hauptaktionär und Vorsitzender des Aufsichtsrates der Actiengesellschaft Bad Neuenahr.

## Mäzenatentum

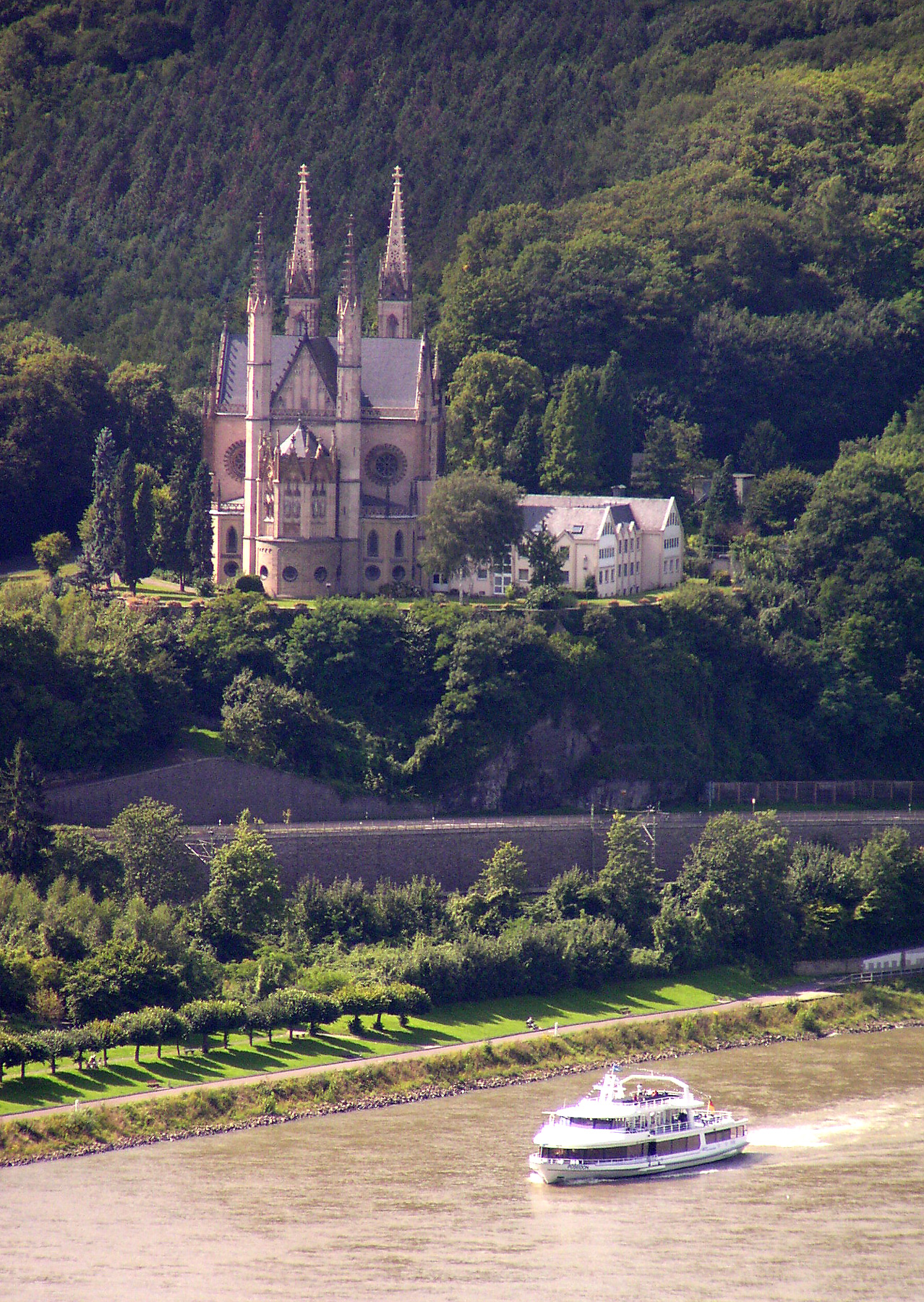
Apollinariskirche Remagen

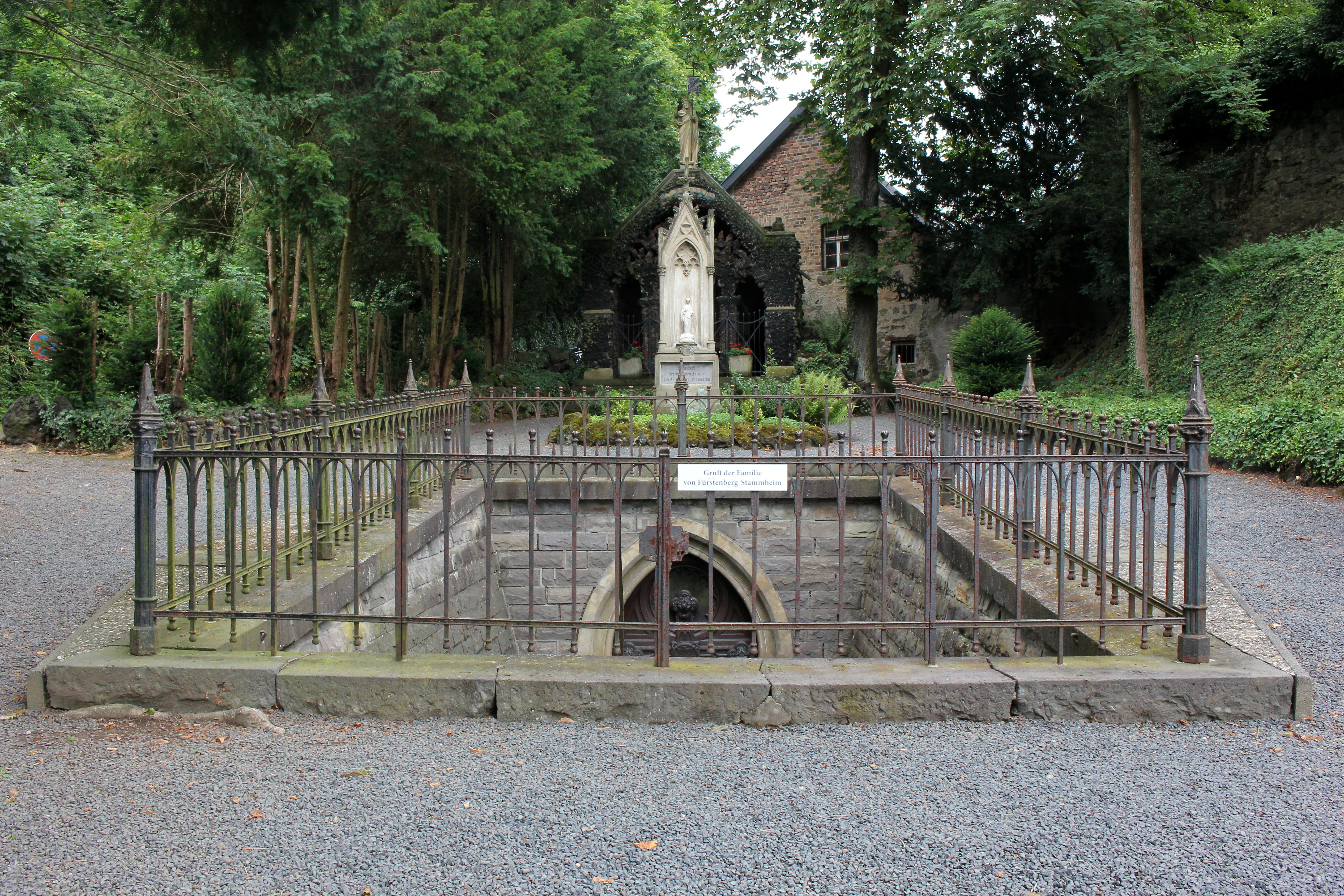
Gruft der Familie von Fürstenberg-Stammheim an der Apollinariskirche in Remagen

Historisch bedeutend war er allerdings nicht als Großgrundbesitzer oder Anteilseigner, sondern zunächst als Mäzen. Sein Mäzenatentum war dabei geprägt von christlich-konservativen Werten. Dies wurde etwa bei dem ersten mit seinem Namen verbundenen Bauwerk deutlich, der 1835 in Form eines griechischen Tempels errichteten Theodorus-Kapelle 1835 in Neheim, die er als Mausoleum für seinen verstorbenen Vater bauen ließ. Architekt war Johann Bruère (1805–1854), der damals auch Vorsitzender des Kölner Kunstvereins war. Dieser errichtete später auch die Schlosskapelle auf Schloss Stammheim. Von der romantischen Bewegung der Zeit und deren Rückbesinnung auf das Mittelalter stark beeindruckt, erwarb von Fürstenberg die säkularisierte Apollinariskirche bei Remagen. Ursprünglich geplant hatte er, diese lediglich innen von Künstlern der Nazarenerschule neu ausmalen zu lassen. Als der schlechte bauliche Zustand deutlich wurde, ließ er die Kirche abreißen und an ihrer Stelle vom Kölner Dombaumeister Ernst Friedrich Zwirner einen Neubau errichten. Diese war der erste Kirchenbau im „altdeutschen“, d. h. neugotischen Stil. Die Innenausstattung wurde von den Schadow-Schülern Ernst Deger, Andreas und Karl Müller übernommen. Später kam noch Franz Ittenbach hinzu. Die Künstler reisten eigens auf Kosten Fürstenbergs nach Rom, um sich Anregungen zu beschaffen.
Die romantisch-christliche Weltsicht Fürstenbergs korrespondierte in weiten Teilen mit der Haltung Friedrich Wilhelms IV. von Preußen. In näheren Kontakt zum Hof kam von Fürstenberg 1837 bei einem Besuch in Berlin, den er unternahm, um nach Vermittlung von August Wilhelm Schlegel in Kontakt mit Karl Friedrich Schinkel zu treten. Neben der Bekanntschaft Schinkels trat Fürstenberg auch in Kontakt mit dem Kronprinzen (dem späteren Friedrich Wilhelm IV.). Fürstenberg gehörte zu den wenigen Katholiken, die in engeren Kontakt mit diesem standen. Anlässlich der Krönungshuldigung 1840 wurde von Fürstenberg in den Grafenstand erhoben.
Der König und von Fürstenberg nahmen beide regen Anteil an der Fertigstellung des Kölner Doms. Fürstenberg wurde Mitglied des Dombauvereins. Außerdem unterstützte er die Renovierung des Altenberger Domes und 1836 die Errichtung des Beethoven-Denkmals in Bonn.  Er war Mitglied der Gesellschaft Deutscher Naturforscher und Ärzte.

## Politik
Erste politische Erfahrungen sammelte von Fürstenberg als Mitglied der Ritterkurie des rheinischen Provinziallandtags im Jahr 1836 und 1841. Außerdem gehörte er dem Ersten und Zweiten Vereinigten Landtag 1847/48 an. Während der Revolution von 1848 war er zunächst nicht parlamentarisch tätig. Erst 1849 nach der neuen oktroyierten Verfassung in die erste Kammer des preußischen Landtages gewählt. Über seine politischen Positionen bestehen unterschiedliche Interpretationen. Teilweise wird er der hochkonservativen Fraktion um Friedrich Julius Stahl und Ernst Ludwig von Gerlach zugerechnet. Tatsächlich jedoch stand er wohl eher der eher gemäßigt konservativen Richtung um Ludwig Alexander von Jordan und Ferdinand Walter nahe. Bemerkenswert ist, dass von Fürstenberg dabei nie den Verfassungsstaat und die konstitutionelle Monarchie in Frage stellte. Während der Reaktionsära hat er sich etwa ausdrücklich gegen den Versuch des preußischen Innenministers Ferdinand von Westphalen gestellt, die 1850 parlamentarisch verabschiedeten Kommunalgesetze nicht umzusetzen. Teil dieser Gesetze war der Beschluss, die ständischen Strukturen der Provinziallandtage zu Gunsten einer Vertretung der Kommunen zu beseitigen. Als von Westphalen dennoch 1851 die Landtage nach ständischem Muster einberufen ließ, gehörte von Fürstenberg, der zuvor von der Regierung selbst noch als Wahlkommissar eingesetzt worden war, zu den schärfsten Kritikern. Im Jahr 1852 wurde von Fürstenberg für den Wahlkreis Bonn-Rheinbach in die zweite Kammer des preußischen Landtages gewählt. Er trat dort nicht der entstehenden katholischen Fraktion, sondern der liberal-konservativen so genannten Wochenblattpartei um Moritz August von Bethmann-Hollweg bei. Fürstenberg gehörte auch zu denjenigen, die die namensgebende Zeitung „Preußisches Wochenblatt zur Besprechung politischer Tagesfragen“ finanzierten. Vor allem im katholischen Deutschland rief dieser Schritt erhebliche Kritik hervor. Von Fürstenberg gehörte zu denjenigen, die eine unmittelbare Vermengung des kirchlichen und politischen Bereichs ablehnten. Eine erhebliche Bedeutung hatte die Wochenblattpartei auf die Neubildung des preußischen Herrenhauses, in der Nachfolge der ersten Kammer. Während die Hochkonservativen um Gerlach und Stahl dieses vor allem eine Vertretung des grundbesitzenden Adels sein sollte, plädierte die Wochenblattpartei für ein möglichst freies Berufungsrecht des Königs. Am Tag der Abstimmung am 5. März 1852 betrat von Fürstenberg, der gerade von einer Audienz beim König kam, den Sitzungssaal und ging ohne Rücksicht auf alle parlamentarischen Gepflogenheiten auf die Regierungsbank zu und hinterlegte dort ein handschriftliches Schreiben Friedrich Wilhelms IV., in dem dieser sich insgesamt die Haltung der Wochenblattpartei zu eigen machte. Nicht zuletzt durch dieses aufsehenerregende Vorgehen von Fürstenbergs kam eine Mehrheit gegen die Hochkonservativen zustande. 
Dem 1855 erstmals einberufenen Herrenhaus gehörte von Fürstenberg bis zu seinem Tod an. Am 18. Dezember 1856 ernannte der Rat der Stadt Köln ihn zum Ehrenbürger der Stadt für seine Verdienste um den Dombau. Auch seine Geburtsstadt Neheim machte ihn am 9. November 1837 zum Ehrenbürger. 1829 wurde er königlich preußischer Kammerherr. 1837 wurde er mit dem Roter Adlerorden 3. Klasse, 1847 mit der 2. Klasse und 1855 mit dem Stern dazu ausgezeichnet. 1843 erhielt er den königlich hannoverschen Guelfenorden als Kommandeur 2. Klasse und 1845 den päpstlichen St. Gregorius-Orden in der Stufe Kommandeur. 1851 folgte das Großkreuz des St. Gregorius-Ordens. Er war auch Kommandeur 1. Klasse des badischen Orden vom Zähringer Löwen. Beigesetzt wurde von Fürstenberg zunächst in der von ihm errichteten Theodoruskapelle in Neheim, später überführte man seine sterblichen Überreste in eine Familiengruft in der Nähe der Apollinariskirche.